# نادي فاريسي
نادي فاريسي (بالإيطالية: A.S. Varese 1910)‏، نادي كرة قدم إيطالي يقع في مدينة فاريزي في إيطاليا، تأسس عام 1910.
يلعب حاليا في الدوري الإيطالي الدرجة الثانية.